# Epicauta vittata
Epicauta vittata là một loài bọ cánh cứng trong họ Meloidae. Loài này được Fabricius miêu tả khoa học năm 1775.

## Hình ảnh

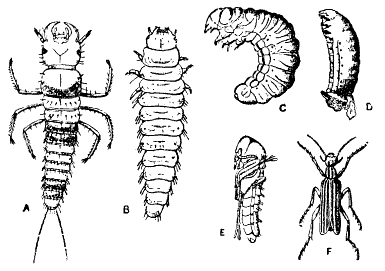
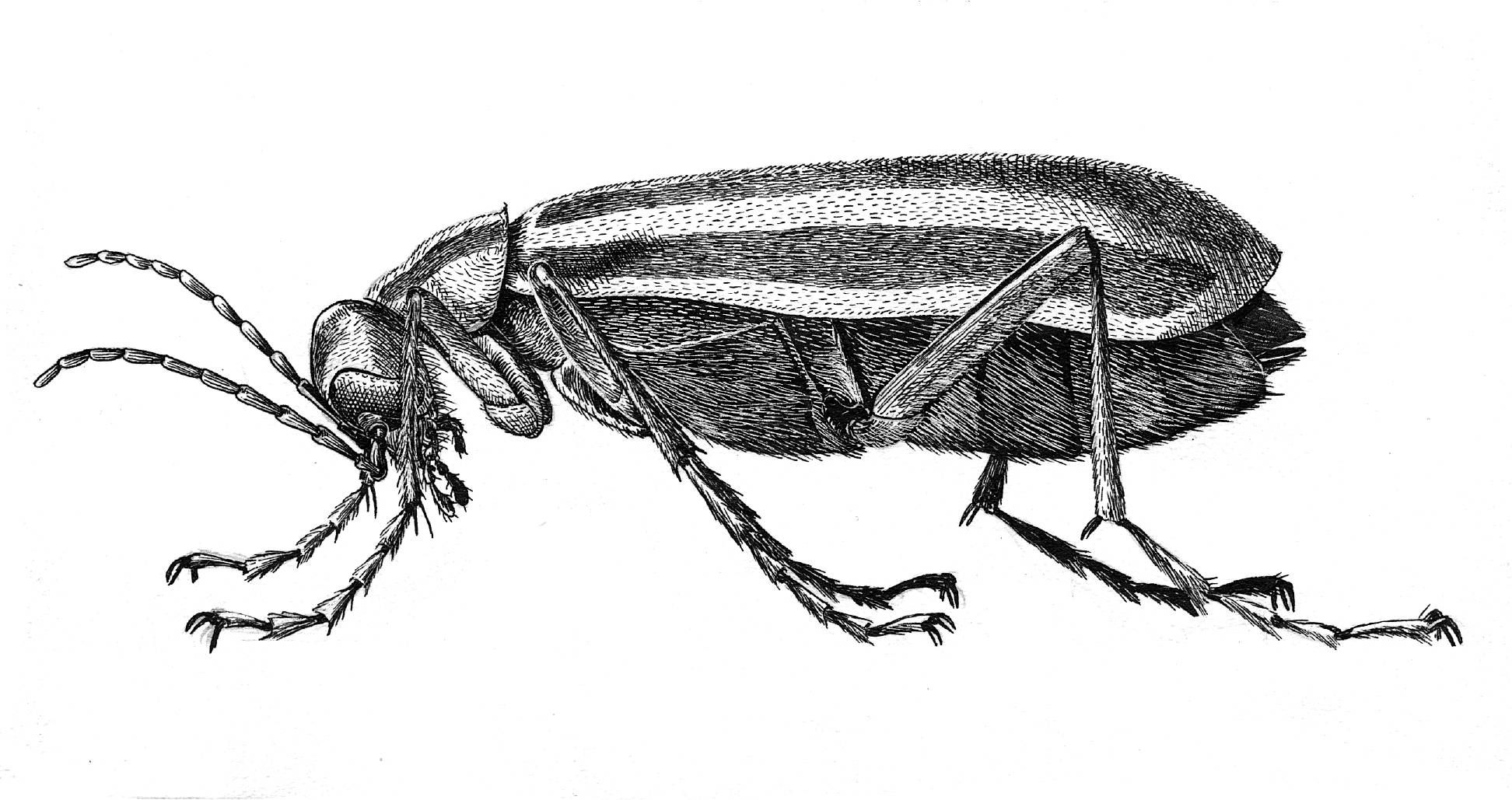
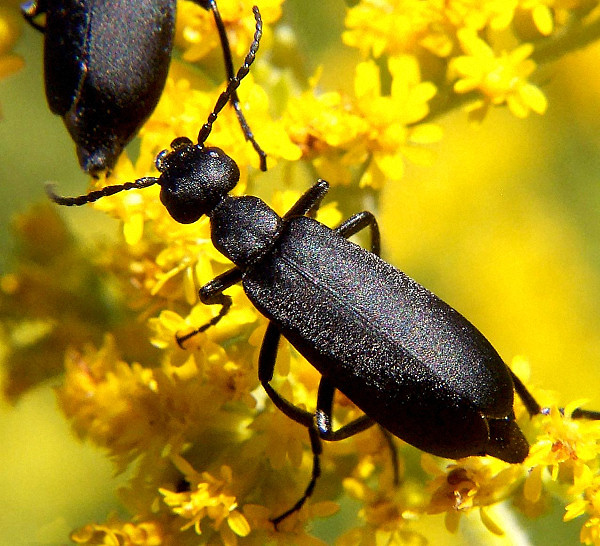
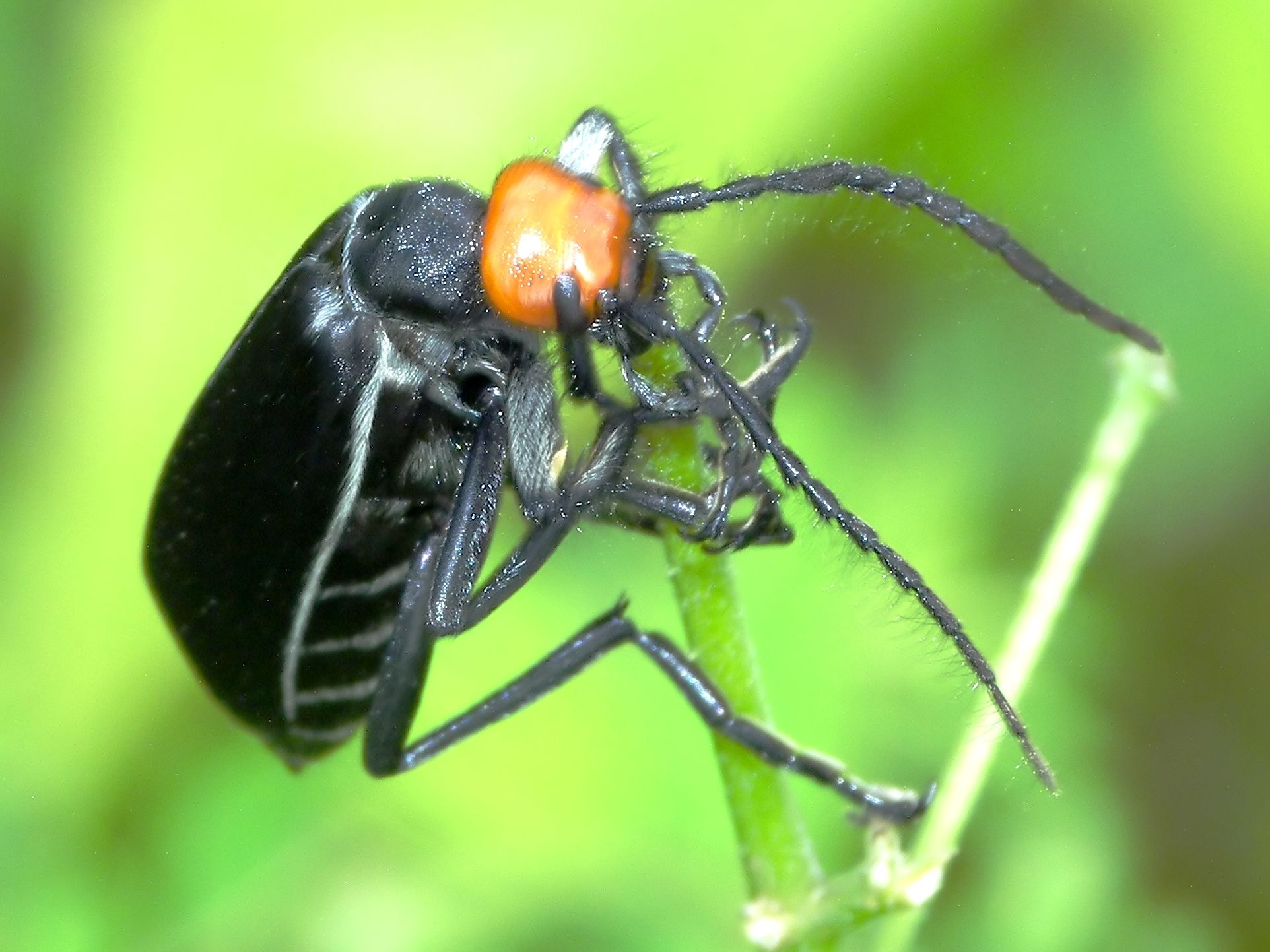